# PDCD4
PDCD4 (англ. Programmed cell death 4) – білок, який кодується однойменним геном, розташованим у людей на короткому плечі 10-ї хромосоми. Довжина поліпептидного ланцюга білка становить 469 амінокислот, а молекулярна маса — 51 735.
| 10         |  | 20         |  | 30         |  | 40         |  | 50         |
| ---------- |  | ---------- |  | ---------- |  | ---------- |  | ---------- |
| MDVENEQILN |  | VNPADPDNLS |  | DSLFSGDEEN |  | AGTEEIKNEI |  | NGNWISASSI |
| NEARINAKAK |  | RRLRKNSSRD |  | SGRGDSVSDS |  | GSDALRSGLT |  | VPTSPKGRLL |
| DRRSRSGKGR |  | GLPKKGGAGG |  | KGVWGTPGQV |  | YDVEEVDVKD |  | PNYDDDQENC |
| VYETVVLPLD |  | ERAFEKTLTP |  | IIQEYFEHGD |  | TNEVAEMLRD |  | LNLGEMKSGV |
| PVLAVSLALE |  | GKASHREMTS |  | KLLSDLCGTV |  | MSTTDVEKSF |  | DKLLKDLPEL |
| ALDTPRAPQL |  | VGQFIARAVG |  | DGILCNTYID |  | SYKGTVDCVQ |  | ARAALDKATV |
| LLSMSKGGKR |  | KDSVWGSGGG |  | QQSVNHLVKE |  | IDMLLKEYLL |  | SGDISEAEHC |
| LKELEVPHFH |  | HELVYEAIIM |  | VLESTGESTF |  | KMILDLLKSL |  | WKSSTITVDQ |
| MKRGYERIYN |  | EIPDINLDVP |  | HSYSVLERFV |  | EECFQAGIIS |  | KQLRDLCPSR |
| GRKRFVSEGD |  | GGRLKPESY  |  |            |  |            |  |            |

A: Аланін

C: Цистеїн

D: Аспарагінова кислота

E: Глутамінова кислота

F: Фенілаланін

G: Гліцин

H: Гістидин

I: Ізолейцин

K: Лізин

L: Лейцин

M: Метіонін

N: Аспарагін

P: Пролін

Q: Глутамін

R: Аргінін

S: Серин

T: Треонін

V: Валін

W: Триптофан

Кодований геном білок за функцією належить до фосфопротеїнів. 
Задіяний у таких біологічних процесах, як апоптоз, ацетилювання, альтернативний сплайсинг. 
Білок має сайт для зв'язування з РНК. 
Локалізований у цитоплазмі, ядрі.